# The Last of the Mohicans (romance)
O Último Dos Moicanos (The Last Of The Mohicans: A Narrative Of 1757) é um romance histórico de James Fenimore Cooper. Foi lançado em 1826. Baseia-se em acontecimentos relativos à Guerra Franco-Indígena (1754-1763), aos quais foram adicionados elementos ficcionais. É uma das obras mais representativas do romantismo estadunidense.

## Sinopse
Cora e Alice Munro, filhas do tenente-coronel Munro, estão viajando com o major Duncan Heyward do forte Edward para o forte William Henry, onde Munro está no comando. Um novo membro se soma ao grupo: o professor de canto David Gamut. O grupo é guiado através da floresta pelo índio Magua, que os faz seguir por um atalho, longe da proteção da milícia britânica. Heyward, no entanto, não fica satisfeito com o atalho de Magua, e começa a desconfiar das reais intenções do guia índio. No caminho, o grupo se depara com o espião a serviço dos britânicos Nathanael Bumpo (também conhecido como Olho de Falcão) e seus dois amigos moicanos: Chingachgook e seu filho Uncas. Aumenta a suspeita de que Magua seja, na realidade, um espião huroniano a serviço dos franceses: como consequência, Magua foge.
Temerosos de que Magua retorne com reforços huronianos, Bumpo e os moicanos conduzem o grupo a uma caverna para se esconderem. Lá, no entanto, eles são atacados pelos huronianos. Quando a munição acaba, Bumpo e os moicanos fogem, mas prometem retornar. O grupo restante é preso pelos huronianos. Magua oferece libertar o grupo em troca da mão de Cora, mas ela recusa. Diante de uma segunda recusa, Magua sentencia o grupo à morte. O grupo, no entanto, é salvo pelo retorno de Bumpo e os moicanos, que os levam a um edifício abandonado que havia sido palco de uma antiga batalha entre os índios e os britânicos. Os huronianos começam a atacá-los, mas param em respeito aos antigos companheiros que haviam sido mortos no local, e se retiram. No dia seguinte, Bumpo conduz o grupo ao forte William Henry, que estava sitiado pelos franceses. Munro envia Bumpo ao forte Edward para pedir reforços, mas Bumpo é capturado pelos franceses.
Estes o mandam de volta para o forte William Henry sem a carta contendo o pedido de reforços. Heyward revela a Munro seu amor por Alice, e o tenente-coronel permite que Heyward corteje a filha. O general francês Louis-Joseph de Montcalm, que comanda o sítio ao forte William Henry, solicita uma conversa com Munro, e lhe mostra uma carta interceptada pelos franceses do general Webb (que comandava o forte Edward) em que este recusa o envio de reforços. Diante disso, Munro aceita os termos do general francês: os soldados britânicos, junto com seus feridos, mulheres e crianças, devem se retirar do forte e abandonar a guerra por dezoito meses. Já fora do forte, no entanto, os britânicos são atacados por 2 000 huronianos. Em meio ao massacre, Magua rapta Cora e Alice e as leva a uma aldeia huroniana. Gamut os segue.
Após o massacre dos britânicos, Bumpo, os moicanos, Heyward e Munro seguem Magua e cruzam um lago na tentativa de interceptar os fugitivos. Durante o percurso através do lago, são perseguidos por canoas huronianas. Quando chegam à aldeia huroniana, encontram Gamut, que havia sido capturado porém logo liberado pelos hurões por ter sido considerado um "louco inofensivo". Gamut revela que Alice está presa na aldeia, mas que Cora está presa em uma aldeia lenape. Disfarçado como um médico francês, Heyward entre na aldeia hurã com Gamut para resgatar Alice. Bumpo e Uncas partem para o resgate de Cora. Munro e Chingachgook descansam em segurança. Uncas é aprisionado pelos huronianos e, após resistir a tortura, é deixado para morrer de fome. Heyward não consegue encontrar Alice. Um guerreiro huroniano pede a Heyward para curar a loucura de sua esposa. No caminho até onde se localiza a esposa, os dois são seguidos por Bumpo, que está disfarçado com a pele de um urso. Heyward entra na caverna onde está a esposa louca e o guerreiro huroniano sai,  deixando os dois a sós. Bumpo revela, a Heyward, seu disfarce de pele de urso. Os dois saem e conseguem encontrar Alice.
Eles são descobertos por Magua, mas Bumpo consegue vencê-lo e o amarrar à parede. Heyward e Alice partem e Bumpo permanece para resgatar Uncas. Gamut convence um huroniano a permitir que ele e seu "mágico urso" (Bumpo disfarçado) se aproximem de Uncas. Gamut e Bumpo desamarram Uncas. Uncas entra no disfarce de urso, Bumpo veste as roupas de Gamut e Gamut fica no canto imitando os gestos de Uncas. Uncas e Bumpo fogem e os huronianos juram vingança. Uncas, Bumpo, Heyward e Alice vão para a aldeia lenape onde está Cora. Lá, Magua reivindica a posse de seus antigos prisioneiros Heyward,  Alice e Cora. Tamenund, o sábio lenape, reconhece em Uncas o chefe de um povo ancestral e ele e imediatamente alçado à condição de líder, revela as traições e vilezas de Magua, consegue convencer seu povo de que os huronianos não são amigos,  liberta Heyward, Olhos de Falcão e Alice, mas é obrigado a seguir os costumes e entregar Cora a Magua. Em obediência às leis de hospitalidade, Uncas, na tentativa de não abandonar Cora, concede a Magua um tempo de vantagem após o qual ele será perseguido. Na perseguição, uma guerra entre os dois povos começa.Os lenapes vencem os huronianos, mas Magua escapa com Cora e outros dois huronianos. Uncas, Bumbo e Heyward os perseguem. Numa luta à beira de um precipício, Cora, Uncas e Magua morrem. A novela conclui com uma longa descrição do enterro de Uncas e Cora, enquanto Bumpo e Chingachgook reafirmam seus laços de amizade. Tamenund profetiza: "os caras-pálidas são senhores da terra, e o tempo dos peles-vermelhas ainda não voltou". A morte de Uncas justifica o título do livro: Uncas simbolizaria o "último dos moicanos", pois, na época em que foi escrito o livro, se acreditava que os moicanos estivessem em vias de extinção. Desde então, a expressão "o último dos moicanos" passou a significar o último de uma espécie rara e valiosa.

## Adaptações
O livro inspirou inúmeras adaptações para o cinema, rádio, tevê, ópera e histórias em quadrinhos:

### Cinema
- uma versão de 1912 estrelada por James Cruze;
- The Last of the Mohicans (1920), estrelada por Wallace Beery;
- The Last of the Mohicans (1932), uma série de filmes estrelada por Harry Carey;
- The Last of the Mohicans (1936), estrelada por Randolph Scott e Bruce Cabot;
- Last of the Redmen (1947), estrelada por Jon Hall and Michael O'Shea;
- The Iroquois Trail (1950), estrelada por George Montgomery
- Last of the Mohicans (1963), estrelada por Jack Taylor, Jose Marco, Luis Induni and Daniel Martin;
- The Last of the Mohicans (1992), estrelada por Daniel Day-Lewis.

### Rádio
- The Last of the Mohicans foi adaptado para o rádio em dois episódios de uma hora dirigidos por Michael Fox e transmitidos pela BBC Radio 4 em 1995 (posteriormente, na BBC Radio 7), com Michael Fiest, Philip Franks, Helen McCrory and Naomi Radcliffe.

### TV

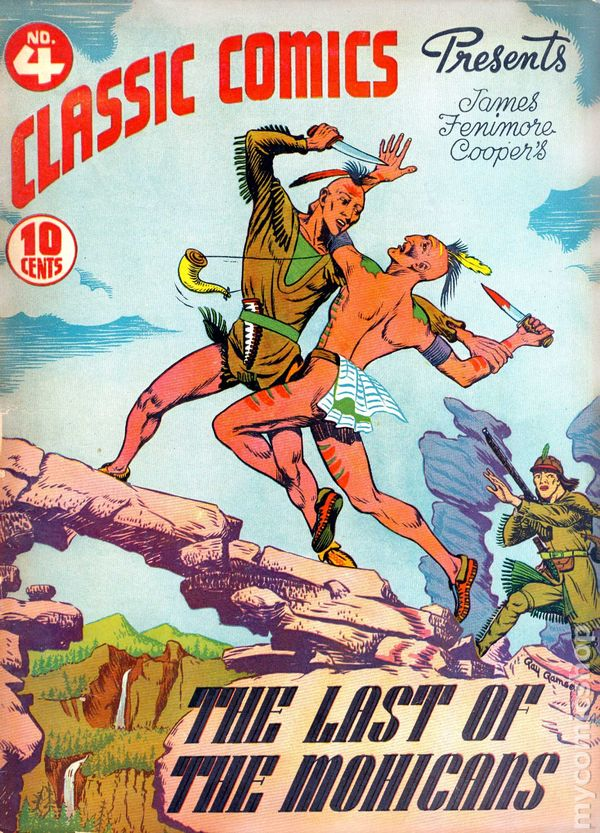
Capa da revista Classic Comics #4.

- Hawkeye and the Last of the Mohicans (1957), série canadense com John Hart como Natty Bumpo e Lon Chaney, Jr. como Chingachgook.
- A British Broadcasting Corporation fez uma série em 1971 com Philip Madoc como Magua, Kenneth Ives como Natty Bumpo e John Abineri como Chingachgook. Muitos críticos apontam que foi a melhor e mais fiel adaptação do livro.
- Em um filme de 1977 feito para a tevê estadunidense, Steve Forrest estrelou como Natty Bumpo com Ned Romero como Chingachgook e Don Shanks como Uncas.
- Na Alemanha, Der Letzte der Mohikaner, com Béla Lugosi como Chingachgook, foi a segunda e última parte do filme Lederstrumpf, de 1920. Der letzte Mohikaner, dirigido por Harald Reinl, foi uma coprodução alemã-italiana-espanhola que ambientou a história na era pós-Guerra de Secessão.
- Chingachgook die Grosse Schlange ("Chingachgook, a Grande Serpente"), estrelando Gojko Mitic como Chingachgook, foi lançado na Alemanha Oriental in 1967, e se tornou popular no Bloco do Leste.

### Ópera
- Em 1977, a Lake George Opera apresentou a ópera The Last of the Mohicans, escrita pelo compositor Alva Henderson.[3]

### Histórias Em Quadrinhos
- Classic Comics #4, The Last of the Mohicans, de 1942.
- A Marvel Comics publicou duas versões da história: em 1976, como uma parte da série Marvel Classics Comics (número 13). Em 2007, publicou uma minissérie de seis números para inaugurar a série Marvel Illustrated.
- O famoso mangaka Shigeru Sugiura escreveu e ilustrou uma adaptação bem liberal da história em 1952-3 (relançada em 1973-4). Foi fortemente influenciada pelos cinema dos Estados Unidos e pelas histórias em quadrinhos de faroeste e é recheada de humor absurdo e piadas anacrônicas.[4]
- Le Dernier des Mohicans, 2 volumes de BD Française de Georges Ramaïoli, Soleil, 1997 e 1998.
- Le Dernier des Mohicans : librement adapté du roman de James Fenimore Cooper par Cromwell, « BD graphique », Noctambule, 2010.
- Em 2010, editora francesa Adonis publicou uma adaptação na coleção Les incontournables de la littérature en BD,[5] roteirizada por Marc Bourgne, ilustrada por Marcel Uderzo, irmão do quadrinista Albert Uderzo e colorizada por Monique Ott.[6] em 2017, a  editora Glénat a adaptação foi republicada na coleção Les Grands Classiques de la littérature en bande dessinée.